# Kroatien i olympiska vinterspelen 1992
Kroatien deltog i olympiska vinterspelen 1992. Kroatiens trupp bestod av 4 idrottare varav 3 var män och 1 var kvinnor. 

## Resultat

### Alpin Skidåkning
- Super-G herrar
  - Vedran Pavlek - ?

- Storslalom herrar
  - Vedran Pavlek - ?

- Slalom herrar
  - Vedran Pavlek - 36

### Längdskidåkning
- 10 km herrar
  - Siniša Vukonić - 75

- 50 km herrar
  - Siniša Vukonić - 60

- 10+15 km herrar
  - Siniša Vukonić - 69

### Konståkning
- Singel herrar
  - Tomislav Čižmešija - ?

- Singel damer
  - Željka Čižmešija - ?